# Línea K
La línea K es un tipo de bus monohilo bidireccional descrito por las normas ISO 9141 e ISO 14230-1 que se utiliza en automoción.
Análogamente, la línea L es un cable similar que se utiliza para el establecimiento de la comunicación con una centralita electrónica, lo que se conoce como “fase de excitación”. Tras establecerse el diálogo, la línea L toma permanentemente un valor de señal alto. En la práctica, una inicialización de este tipo es inusual, puesto que en la mayoría de los coches se realiza a través de la propia línea K. Algunos automóviles de gama alta del fabricante alemán Audi usan la línea L para intercambiar datos; este comportamiento no se ajusta a los estándares y para llevarlo a cabo se requiere un adaptador especial, por lo general denominado "KKL" o "K/KL".

## Aplicación
Las líneas K y L se utilizan primordialmente para la comunicación con el exterior (por ejemplo, para la diagnosis offboard de centralitas electrónicas en un taller). El flujo de datos en un instante determinado solamente puede discurrir en uno de los dos sentidos. A pesar de eso, se conserva la característica fundamental de posibilitar la comunicación de varios implicados a través de un mismo cable. Las tasas binarias típicas son 9.600 y 10.400 baudios.
El bus trabaja con niveles de señal definidos respecto a la tensión de batería del vehículo (típicamente Vbat=12 V y 24 V). Así, un cero lógico tomará un valor del 0–30% de Vbat y un 1 lógico del 70–100% de Vbat. El valor exacto de ese porcentaje depende del sentido la comunicación (vehículo a tester de diagnosis o viceversa).
El bus se puede controlar con un PC a través de conexiones USB y RS232 mediante el uso de un adaptador de línea K. Como la mayor parte de dichos adaptadores también soportan la línea L, a menudo reciben el nombre de “interfaz KL”. Los niveles de señal se pueden adaptar a RS232 mediante un circuito integrado con un componente electrónico diseñado a tal efecto (p. ej. el Si9243AEY de Vishay o el MC33290D de Freescale). Otra alternativa ya obsoleta son los circuitos electrónicos con optoacopladores.

## Excitación
El proceso de establecimiento de la comunicación entre el tester de diagnosis y una centralita electrónica se conoce como "excitación" y puede llevarse a cabo de dos maneras diferentes. realizado, a, través de diferentes métodos de comunicación. 

### Excitación rápida
Se realiza poniendo en la línea K un 0 lógico durante 1,8 s ± 0,01 s, tras lo cual puede dar comienzo la comunicación normal.

### Excitación a 5 baudios
Se efectúa a una velocidad extremadamente lenta (5 Bd) y usando paquetes de datos que violan deliberadamente las condiciones de paridad. Acabada esta fase, la comunicación comienza a la velocidad definitiva.

## Otras variantes
Prácticamente idéntica a la línea L pero con un ámbito de uso diferente, está la línea W. La línea W se usa para la comunicación entre la centralita de motor y el inmovilizador antirrobo, y rara vez se usa para transferir datos de diagnosis.

## Protocolos
Como protocolo de comunicaciones se utilizan de forma mayoritaria KWP 1281 o KWP 2000. La ventaja de KWP2000 radica en que permite actualizar mediante la conexión de diagnosis el firmware contenido en la memoria flash de una centralita (lo que en jerga se conoce como "flashear").